# Vågaholmen (Samnanger)
Ne doit pas être confondu avec Vågaholmen.
Vågaholmen est une île norvégienne du comté de Hordaland appartenant administrativement à Samnanger.

## Description
Rocheuse et couverte d'arbres, à fleur d'eau, elle s'étend sur environ 179 m de longueur pour une largeur approximative de 111 m. 